# Вестланн (фюльке)
Вестланн (норв. Vestland) — один із норвезьких районів (фюльке). Розташований у центральній частині Вестланна (Західна Норвегія), на узбережжі Атлантики. Адміністративний центр — місто Берген. Межує з фюльке Бускеру, Телемарк і Ругаланн.
Створений 1 січня 2020 року шляхом об'єднання фюльке Гордаланн та Согн-ог-Ф'юране. Адміністративним центром округу є місто Берген, де розташоване виконавче та політичне керівництво, але губернатор фюльке — у місті Германсверк.

## Географія
Гордаланн має вигляд напівкруглої форми. Розташований район на західному узбережжі Норвегії. У провінції розташовано близько половини національного парку Гардангер-фіорда. Місцевість відома водоспадами, наприклад, Ворінгфоссеном і льодовиками Юстедал, Фолгефонна і Гардангерйокулен, а також фіордами, зокрема, у межах фюльке є Гардангер-фіорд та Согнефіорд.
Більшість жителів провінції живуть у Бергені та його околицях.

## Історія
Провінція Вестланну існує вже понад тисячу років. З VII століття його площа складалася з безлічі дрібних графств. На початку XVI століття Норвегія поділялась на чотири лена. Бергенський лен з центром у Бергені охоплював більшу частину західної та північної Норвегії [5].
1662 року лени були замінені на амти. Бергенський амт складався з Гордаланну, Согн-ог-Ф'юране, Трумса і Нурланну. 1763 року амт поділили на північну і південну частини. 1919 року з'явилася назва Гордаланн.
Місто Берген у 1831-1972 роках існувало як місто-графство. 1915 року район Орстад приєднали до Бергену. 1972 року сусідні муніципальні утворення Арна, Фана, Лаксерваг і Осане були приєднані до міста Берген. Пізніше Берген втратив свій статус графства і став частиною графства Гордаланн.
1 січня 2020 року фюльке Гордаланд і Согн-ог-Ф'юране були знову об'єднані, утворивши фюльке Вестланд.

## Адміністративний поділ
Фюльке Вестланн поділяється на 43 комуни:
- Аскволл
- Аскей
- Бемлу
- Берген
- Б'єрнафіорден
- Бреманґер
- Ваксдал
- Вік
- Восс
- Горніндал
- Геянгер
- Гюллестад
- Ґлоппен
- Ґулен
- Ейгарден
- Ейдфіорд
- Елвер
- Етне
- Еурланн
- Еустеволл
- Еустргейм
- Квам
- Квіннгерад
- Кінн
- Лердал
- Лустер
- Масфіорден
- Модален
- Ордал
- Остерей
- Свейу
- Соґндал
- Сулун
- Суннфіорд
- Стад
- Стрюн
- Стур
- Тюснес
- Улленсванг
- Ульвік
- Федьє
- Фітьяр
- Ф'ялер